# Crystal Pite
Crystal Pite (née le 15 décembre 1970 à Terrace) est une danseuse et chorégraphe canadienne.

## Biographie
Crystal Pite grandit à Victoria, au Canada, où elle prend ses premiers cours de danse à l'âge de quatre ans. Pite cite volontiers son premier professeur de danse : Maureen Eastick, au Pacific Dance Centre de Victoria.
A l'âge de 17 ans, elle rejoint ensuite le Ballet British Columbia de Vancouver, ensemble qui met l'accent sur des chorégraphes contemporains installés en Europe, comme Jiří Kylián et William Forsythe.
En 1996, elle rencontre ce dernier en intégrant le ballet de Francfort, dont il est le directeur. Elle en est considérée comme une héritière.
Après son retour au Canada, elle chorégraphie plusieurs pièces dans lesquelles elle danse aussi. En 2001, elle fonde sa propre compagnie, Kidd Pivot qui compte une dizaine de danseurs et dont plusieurs créations sont signées en coopération avec Jonathon Young.
Elle produit ou chorégraphie des pièces pour plusieurs compagnies de ballet renommées, comme Sadler's Well, l’Opéra de Paris ou le Nederlands Dans Theater.

## Œuvres
- 2002 : Uncollected Work[5]
- 2004 : Double Story[6]
- 2007 : The Second Person[1]
- 2009 : Dark Matters[6]
- 2009 : Lost Action[6]
- 2010 : The You Show[6]
- 2011 : The Tempest Replica
- 2015 : Betroffenheit, avec Jonathon Young, créé à Toronto[7]
- 2016 : The Seasons' Canon, créé à l’Opéra de Paris[4]
- 2017 : Flight Patterns, créé au Royal Ballet
- 2019 : Body and Soul, créé à l'Opéra de Paris[8]
- 2019 : Revisor, avec Jonathon Young, créé à Vancouver[9]

## Distinctions
- 2012 : Lola Award[10]
- 2012 : Prix Jacqueline-Lemieux
- 2020 : Grand prix de la danse du Syndicat de la critique pour Body and Soul[11]